# Facce d’amore
Facce d’amore (z wł. "Oblicza miłości") – drugi album polskiego śpiewaka Jakuba Józefa Orlińskiego z udziałem włosko-szwajcarskiej orkiestry Il Pomo d’Oro pod dyrekcją rosyjskiego dyrygenta Maksima Jemieljanyczewa. Został wydany 8 listopada 2019 pod szyldem francuskiego wydawnictwa Erato, część Warner Classics. Orliński wykonujący arie kreuje tu muzyczny obraz męskiego kochanka w epoce baroku. Nominacja do Fryderyka 2020 w kategorii «Najlepszy Album Polski Za Granicą». Nagrodzony «International Opera Awards 2021» w kategorii «Nagranie (recital solowy)»

## Lista utworów
1. La Calisto, Act 2: "Erme e solinghe cime ... Lucidissima face" (Endimione). Francesco Cavalli 3:39
2. Eliogabalo, Act 3: "Chi scherza con Amor" (Eliogabalo). Giovanni Antonio Boretti. 2:57
3. Claudio Cesare, Act 2: Sinfonia. Giovanni Antonio Boretti 1:04
4. Claudio Cesare, Act 2: "Crudo amor, non hai pietà" (Claudio). Giovanni Antonio Boretti 1:17
5. La Nemica d'Amore fatta amante, Pt. 1: Sinfonia. Giovanni Bononcini 3:14
6. La costanza non gradita nel doppio amore d'Aminta: "Infelice mia costanza" (Aminta). Giovanni Bononcini 5:17
7. Il Pirro e Demetrio, Act 2: "Fra gl'assalti di Cupido" (Pirro). Alessandro Scarlatti 2:04
8. Agrippina, HWV 6, Act 2: "Otton qual portentoso fulmine" (Ottone). George Frideric Händel 1:03
9. Agrippina, HWV 6, Act 2: "Voi che udite" (Ottone). George Frideric Händel 4:51
10. Nerone, Act 1: "Che m'ami ti prega" (Nerone). Giuseppe Maria Orlandini & Johann Mattheson 4:32
11. Amadigi di Gaula, HWV 11, Act 2: "Pena tiranna" (Dardano). George Frideric Händel 5:40
12. Muzio Scevola, HWV 13, Act 3: "Spera, che tra le care gioie" (Muzio). George Frideric Händel 3:58
13. Orlando, HWV 31, Act 2: "Ah stigie larve! ... Vaghe pupille" (Orlando). George Frideric Händel 7:20
14. Scipione il giovane, Act 3: "Dovrian quest'occhi piangere" (Scipione). Luca Antonio Predieri 4:37
15. Ballo dei Bagatellieri. Nicola Matteis 7:10
16. Don Chisciotte in Sierra Morena, Act 4: "Odio, vendetta, amore" (Fernando). Francesco Bartolomeo Conti 4:09
17. Scipione il giovane, Act 1: "Finche salvo è l'amor suo" (Scipione). Luca Antonio Predieri 6:20
18. Orfeo: "Sempre a si vaghi rai" (Orfeo). Johann Adolf Hasse 7:14